# مورچه انتحاری مالزیایی
مورچه انتحاری مالزیایی (انگلیسی: Colobopsis saundersi) یک گونه (زیست‌شناسی) مورچه است که در مالزی و برونئی یافت می‌شود و متعلق به سرده کلوبوپسیس است. یک کارگر می‌تواند به عنوان یک عمل دفاعی نهایی به صورت خودکشی و تهاجمی منفجر شود، توانایی مشترکی که با چندین گونه دیگر در این جنس و چند حشره دیگر دارد.
مورچه دارای یک غده فک پایین بسیار بزرگ شده‌است که اندازه آن چندین برابر مورچه‌های دیگر است که ترشحات چسبنده ای برای دفاع تولید می‌کند. بر اساس یک مطالعه در سال ۲۰۱۸، این گونه یک تافته گونه‌ای را تشکیل می‌دهد و احتمالاً مربوط به  مورچه انتحاری (کلوبوپسیس) است که بخشی از گروه سی. سیلندریکا است.